# Tønder Festival
Tønder Festival er en musikfestival i Tønder, der blev startet i 1974. Den afholdes hvert år den sidste hele weekend i august, og festivalen har siden udviklet sig til en af de vigtigste europæiske festivaler indenfor traditionel og moderne folkemusik. Der er over 3000 frivillige medarbejdere tilknyttet festivalen, og en rapport fra Copenhagen Business School fra 2008 noterede at festivalen skabte en årlig omsætning i Tønder og omegn på knap 70 mio. kroner. .
Musikprogrammet er sammensat af internationale kunstnere fra især Irland, Skotland, Canada, USA, England og Skandinavien. Genrerne spænder fra irsk og skotsk folkemusik til folkrock, blues, jazz & americana, fra sangskrivere til country, til moderne dansk, nordisk, baltisk folkemusik og viser. 
Under festivalen præges hele Tønder by af musik og byens indbyggertal mere end fordobles. 
Festivalen foregår på festivalpladsens små og store scener og telte. Der er siddepladser på de fleste af festivalens spillesteder – dog undtaget enkelte koncerter, hvor der er en kombination af sidde og ståpladser. Tønder Festival regnes som en af de vigtigste festivaler indenfor moderne roots/folk musik i Europa.[kilde mangler]
Festivalen har en kapacitet på 15.000 gæster. 
Den første festival blev afholdt i 1975, hvor bl.a. Taurus (det senere tv·2), Slesvigske Fodregiments Musikkorps og Alrune Rod spillede.
Blandt de musikere som har besøgt festivalen er blandt andet Povl Dissing, De Gyldne Løver, John Prine, Calby, Folkbaltica, Jacob Dinesen, Emmylou Harris, Stugill Simpson, Jason Isbell, Steve Earle, Dougie MacLean, Pete Seeger, Lillebjørn Nilsen, The Lone Bellow, The Stray Birds, John Fullbright, Hans Theessink, Arlo Guthrie, Runrig, Great Big Sea, Lukas Graham, The Red Hot Chili Pipers, Marc Cohn, The Mavericks, Tupelo, Chieftains, Altan, The Wood Brothers, The Wailin´ Jennys, Jerry Douglas & Peter Rowan, Ruthie Foster, Eivør, Sebastian, Cornelis Vreeswijk, Jo-Ann Kelly, Red Clay Ramblers, Ramblin' Jack Elliott, Donovan, Natalie MacMaster, Niels Hausgaard, Wolfstone, Mary Black, Capercaillie, Karan Casey, Hedningarne, Väsen, Leon Gieco, Haugaard & Høirup, Instinkt, Sorten Muld og Floating Sofa Quartet.
I 2013 kom det frem, at Tønder Festival havde så store økonomiske problemer, at den var i fare for at ophøre. Efter et økonomisk bidrag fra Tønder Kommune med "strenge krav" var der stadig tvivl om, hvorvidt festivalen ville fortsætte i 2014. Ved udgangen af 2014 så festivalens ledelse dog lyst på fremtiden med et overskud på mindst 2,5 mio. DKK, og de første navne til Tønder Festival 2015 blev offentliggjort. I 2018 kunne festivalen for første gang melde udsolgt af partoutbilletter.
- Hagge's, der bl.a. huser festivalens kontorer
- Udsigt over festivalpladsen fra vandtårnet